# Seit (Leifers)
Seit (italienische Bezeichnung: La Costa) ist eine Fraktion der Gemeinde Leifers in Südtirol. Die Ortschaft liegt östlich über dem Etschtal bzw. Unterland auf etwa 850 m Meereshöhe. Sie befindet sich rund fünf Kilometer nordöstlich oberhalb von Steinmannwald an den Hängen des Regglbergs bzw. Kohlerer Bergs.

## Name
Der Ortsname ist 1664 als auf Seit und 1704 als Seith genannt und bedeutet „trockenes Wiesengebiet“. Der ältere Ortsname ist Fasseit, welcher schon 1321 mit Perchtoldus de Vasseit urkundlich bezeugt ist.

## Geschichte
Beachtenswert ist die Pfarrkirche zum seligen Heinrich von Bozen, die 1824 erbaut und 1853/54 dank einer Stiftung des Bozener Magistratsrats Josef Rößler erneuert wurde.
Ältere Hofstellen auf Seit sind Weingartner, Köhl, Fritsch (Fritscher), Rechtebner, Oberrosser, Altebner und Alpler.